# José de la Cruz Carrillo
 (septembre 2019).
Si vous disposez d'ouvrages ou d'articles de référence ou si vous connaissez des sites web de qualité traitant du thème abordé ici, merci de compléter l'article en donnant les références utiles à sa vérifiabilité et en les liant à la section « Notes et références ».
José de la Cruz Carrillo Terán, né à Trujillo au Venezuela le 3 mai 1788 et mort le 17 juin 1865, est un militaire vénézuélien, qui participa dans les guerres d'indépendance latino-américaines et fut gouverneur de la Province de Trujillo. Il est considéré comme un héros de la Nation vénézuélienne.

## Biographie
Le 15 septembre 1810 il s'incorpore au régiment de l'armée indépendantiste et le 28 décembre il obtient le rang de lieutenant. Volontaire au Dragones Montados de Trujillo
, en 1813, il entre en contact avec Simón Bolívar pendant la Campagne Admirable et s'incorpore aux troupes sous le commandement de Atanasio Girardot. Il joue un rôle important dans les batailles de Taguanes et de Carache. Il est sous les ordres de Rafael Urdaneta, Antonio Ricaurte et José Antonio Páez. En 1817 il est promu colonel et après en 1818 iintervient dans la Campagne libératrice de la Nouvelle-Grenade au commandement du bataillon Bravos de Apure. En 1819, il participe aux batailles de Socha, de Gámeza, du Marais de Vargas et de Boyacá. Il en obtient le titre de Vainquer de Boyacá' et la Croix de Boyacá.
En 1820, il prend à la libération de la province de Trujillo dont il est nommé gouverneur. Bolivar lui confie en 1821 la direction d'un corps de l'armée pour la libération du Venezuela avec lequel il avance jusqu'à Barquisimeto pour menacer la ligne réaliste de Port Cabello. C'est une opération qui se termine avec un grand succès car il empêche le colonel Juan Tello de réunir des troupes avec Miguel de la Torre.
Entre 1823-1824, il est nommé gouverneur et commandant de l'armée de la Province de Barinas. En 1826, de retour en Nouvelle-Grenade, il obtient le rang de général de Brigade. En 1830, député pour la Province de Pamplona, il assiste au Congres de Colombie.
Le général Urdaneta, président alors de la Grande Colombie, le désigne en 1831 en charge d'une mission pour maintenir l'union et lui confère le degré de Général de Division, lequel rang il rejette en disant que « Dans les guerres civiles on ne conquiert point la Gloire, ni l'on accepte des ascensions »[réf. nécessaire].
Après la séparation de la Colombie, il retourne à sa Province natale où il est Gouverneur (1841-1845) et puis Pacificateur de Barinas (1846).
En 1856, le président José Tadeo Monagas lui attribue le rang de général en chef.

### Vie privée
Il épouse Josefa Avila y Gonzalez en 1816. De ce mariage il a 7 enfants.
Le 23 décembre 1912, sa dépouille est déplacée à la Cathédrale de Trujillo et depuis 1971 elle est au Panthéon national du Venezuela.